# Gerhard Deutsch

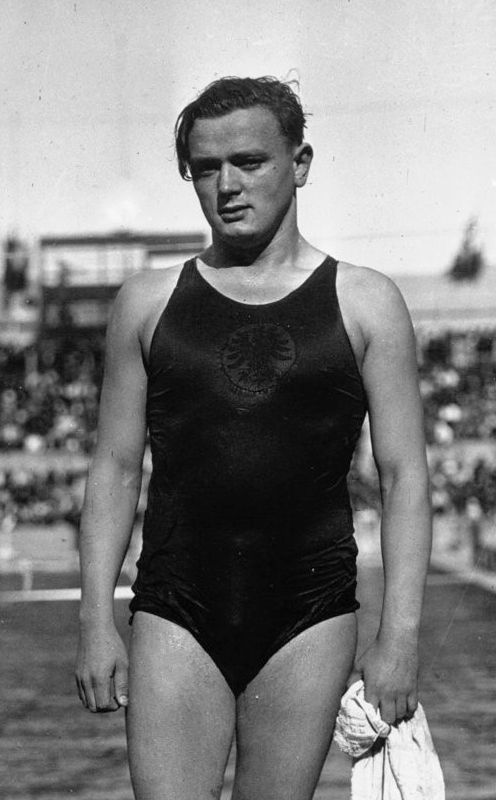
Gerhard Deutsch (1931)

Gerhard Deutsch fue un deportista alemán que compitió en natación. Ganó una medalla de oro en el Campeonato Europeo de Natación de 1931 en la prueba de 100 m espalda.

## Palmarés internacional
| Campeonato Europeo | Campeonato Europeo | Campeonato Europeo | Campeonato Europeo |
| Año                | Lugar              | Medalla            | Prueba             |
| ------------------ | ------------------ | ------------------ | ------------------ |
| 1931               | París (Francia)    | Medalla de oro     | 100 m espalda      |